# Livorno (pollo)
Livorno, o livornese (in inglese Leghorn Chicken), è una razza italiana di pollo famosa in tutto il mondo. 
La razza deriva da incroci di polli allevati nelle campagne toscane, ed ha preso il nome dalla città di Livorno, dal cui porto è partita per raggiungere l'America e la Gran Bretagna. 
Si tratta di una razza leggera e vivace con una spiccata attitudine alla produzione di uova e scarsa tendenza a covare. Molti ceppi industriali di ovaiole derivano dalla Livorno bianca, che è stata utilizzata nei paesi occidentali a questo scopo. In Italia sono state standardizzate dieci colorazioni diverse, anche se all'estero ne sono presenti molte di più. 
Molti paesi esteri hanno effettuato una selezione accurata partendo dall'originario pollo italiano, così oggi sono presenti anche la Livorno americana (chiamata Leghorn), la Livorno tedesca (chiamata Italiener) e la Livorno inglese. 
È stata creata anche una versione nana della razza, che conserva le stesse caratteristiche.

## Origini
La razza è originaria del centro Italia, e soprattutto delle campagne toscane, dove dominava le aie grazie all'eccellente produttività, al rapido accrescimento e alla spiccata rusticità; polli italiani erano apprezzati anche in Francia e Belgio. Nonostante nell'800 non fosse ancora una razza fissata e non esistessero ancora in Italia associazioni avicole, il pollo in questione si presentava abbastanza uniforme nelle caratteristiche morfologiche. A quel tempo erano presenti sei colorazioni: perniciata, argentata, cucula, fulva, nera e bianca.

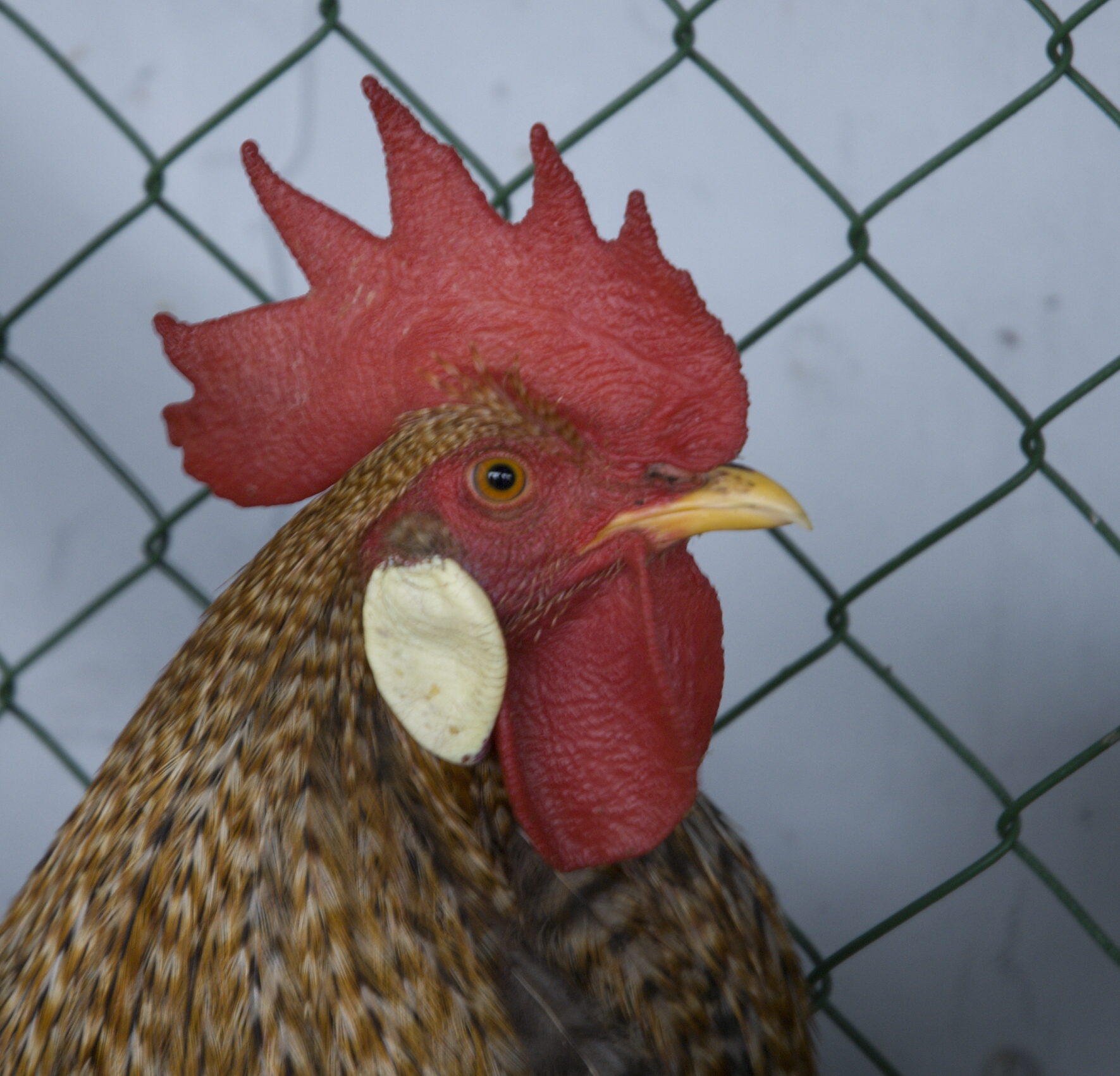
Gallo "Italiener" autosessabile. L'Italiener (Italiana) è la selezione tedesca della Livorno.

Nella prima metà dell'800 il pollo italiano salpò dal porto di Livorno per raggiungere gli USA; i polli sopravvissuti al viaggio furono venduti a marinai: questi uccelli erano tutti di colorazione bianca, e inizialmente vennero chiamati "Spagnola Bianca" o "Italiana Bianca". Intorno al 1835 vennero importati da N.F. Ward dei soggetti di colorazione dorata, che attrassero subito l'attenzione degli allevatori per la loro bellezza e la loro sostanziosa produzione di uova, legata alla scarsa tendenza a covare, soprattutto quella di J.C. Thompson, che si concentrò sulla selezione di questi uccelli e successivamente importò altri soggetti dall'Italia. Nell'autunno del 1871, grazie a Reed Watson, raggiunse l'America anche la varietà nera, che inizialmente non ebbe molto successo a causa del suo carattere decisamente selvatico. Nel 1868 la varietà bianca, ormai denominata dagli americani Leghorn (Livorno in inglese), partì per la Gran Bretagna, e due anni più tardi Lewis Wright importò anche la varietà dorata. La razza venne accolta con molto entusiasmo dagli allevatori britannici, tanto che nel 1876 nacque il "Leghorn Club", il primo club di razza avicola nella storia dell'avicoltura. A quel punto la Livorno era ufficialmente riconosciuta come razza pura. Il primo ceppo di Livorno dorate importate in Gran Bretagna vinse un premio all'Esposizione Avicola del Crystal Palace e negli anni 70 dell'800 la razza raggiunse anche la Svizzera e la Germania.
In tutti i paesi in cui arrivò, la razza ebbe molto successo presso gli allevatori, i quali cercarono di migliorarla attraverso meticolosi lavori di selezione. Gli allevatori inglesi la incrociarono con la Minorca bianca e il Combattente Malese per renderla più grande, così come gli americani utilizzarono a questo scopo la loro Wyandotte. Gli allevatori canadesi invece si preoccuparono principalmente di ridurre le dimensioni di cresta e bargigli per evitare congelamenti. Da questi incroci in Nord America nacque anche la Livorno con cresta a rosa, tuttora esistente, anche se piuttosto rara. Nella prima metà del 900 la selezione migliorò molto, e riuscì a creare galline produttrici di oltre 300 uova all'anno. Negli anni '50 del 900 ogni paese aveva definito il proprio standard di Livorno, così erano già sulla piazza una Livorno americana, una Livorno canadese, una Livorno inglese tipo esportazione e una Livorno inglese tipo utilitaria; successivamente furono definiti i tipi principali: la Livorno tedesca, chiamata Italiener, la Livorno americana, la Livorno inglese e perfino la Livorno olandese. In Italia invece, gli allevatori italiani avevano completamente trascurato la loro razza originaria, la quale perse le proprie caratteristiche. Negli ultimi anni del '900 alcuni allevatori italiani hanno pazientemente selezionato la razza per recuperare l'originario pollo italiano.
La fama universale di questo gallo è arrivata senza dubbio anche grazie al personaggio dei Looney Tunes chiamato Foghorn Leghorn creato della Warner Bros. Inoltre questo animale ha dato ispirazione alla razza omonima, i Livorno, dell'universo narrativo dei fumetti di Star Wars, la quale razza abita nel pianeta che possiede il loro stesso nome, Livorno per l'appunto.

## Caratteristiche morfologiche
Si tratta di un pollo leggero, snello e molto elegante, grazie al ricco piumaggio e alla coda lunga e vistosa. Il tronco è cilindrico e mediamente lungo, largo alle spalle e leggermente inclinato verso la coda. La testa è di media grandezza e leggermente allungata, ed è provvista di una cresta semplice abbastanza grande, rossa, portata perfettamente diritta nel maschio ed elegantemente piegata nella femmina dopo il secondo dente; i denti della cresta sono cinque e ben distanziati tra di loro, e tranne il primo sono di eguale grandezza. Il becco è di media lunghezza, leggermente ricurvo e di colore giallo, con striature nerastre nelle colorazioni scure. Gli occhi sono rosso/arancio, grandi e vivaci. I bargigli sono rossi e di media lunghezza. La faccia è rossa, liscia e priva di peluria e gli orecchioni sono bianchi, ovali, di media grandezza e perfettamente aderenti alla faccia.
Il collo è mediamente lungo, con abbondante mantellina che ricade sulle spalle. Le spalle sono larghe e arrotondate e il dorso mediamente lungo e largo, leggermente inclinato verso la coda nel gallo, mentre nella gallina è quasi orizzontale. Le ali sono lunghe e forti, ben aderenti al corpo. La coda è molto lunga e larga, portata alta e aperta, con un angolo di 45/50° nel maschio e di 40/45° nella femmina. Nel gallo le falciformi grandi e piccole sono abbondanti e molto sviluppate.
Le zampe sono di media lunghezza, forti, separate dal tronco; i tarsi sono gialli, nudi e sottili, con quattro dita. Il petto è pieno e largo, mentre il ventre è ben arrotondato, soprattutto nella gallina. La pelle è gialla.
Il piumaggio è molto ricco e abbondante, ma privo di cuscinetti sulla coda e ai lati della sella; in ogni varietà di colore si presenta particolarmente brillante e ricco di riflessi.
Il peso è di kg 2,500/2,800 nel gallo e di kg 1,800/2,100 nella gallina.

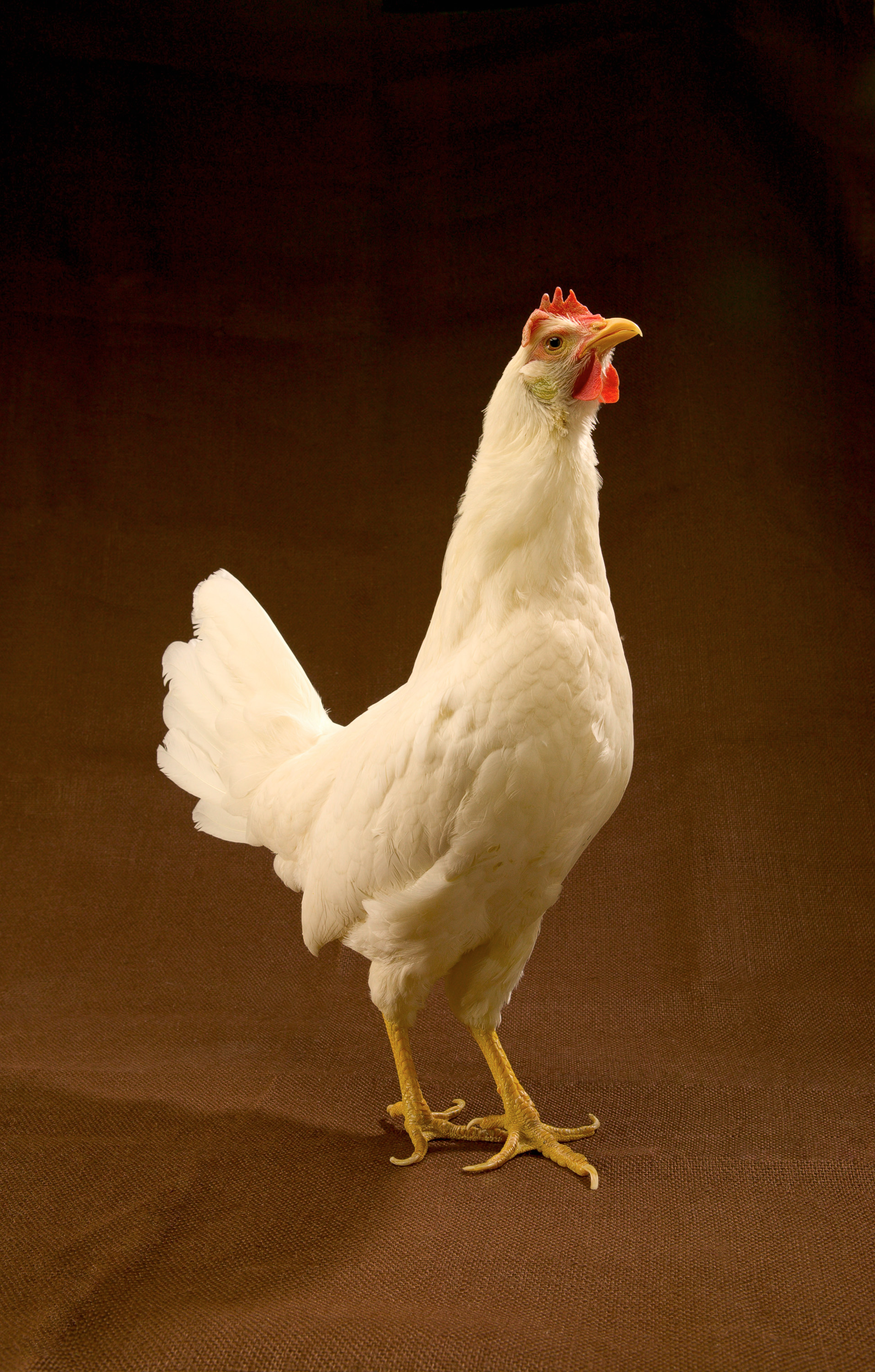
Gallina Livorno bianca ("Leghorn", selezione americana)

## Colorazioni
Lo standard italiano riconosce dieci varietà di colore, anche se all'estero ne sono presenti molto di più, soprattutto nella Livorno tedesca e in quella olandese (che come caratteristiche è a metà tra la tedesca e l'originale). In Italia le varietà riconosciute sono: Barrata, Bianca, Bianca Columbia, Blu, Collo Arancio, Collo Argento, Collo Oro, Fulva, Nera e Pile.
La varietà originale è quella Bianca, che è stata quella maggiormente selezionata per la produzione di uova e che è alla base dei ceppi industriali di ovaiole bianche.
La varietà Nera è stata esportata in America poco dopo la bianca, e pur non avendo suscitato grande interesse commerciale è una delle varietà di Livorno più allevate.
La varietà Collo Oro (in passato chiamata Dorata) ha goduto dello stesso interesse della Bianca, grazie anche a un interesse commerciale derivante dal fatto che il mantello dorato è uno dei caratteri legati al sesso, e quindi è stata spesso usata per creare ibridi commerciali "autosessabili" (si può riconoscere il sesso del pulcino precocemente osservando solo il piumaggio).
La varietà Collo Argento (un tempo chiamata Argentata) è stata selezionata in Inghilterra usando la varietà bianca, la Dorking e il Combattente Inglese Antico.
La varietà Fulva è stata creata in Danimarca intorno al 1883, grazie all'utilizzo della Cocincina fulva, e fu chiamata inizialmente Yellow Italian (Italiana Gialla).
La varietà Pile (ovvero bianco crema) è stata creata dall'inglese George Payne di Working, incrociando la Bianca e la Collo Oro.
La varietà Bianca Columbia (in passato nota col nome di Ermellinata) è stata l'ultima ad essere riconosciuta nello standard italiano.

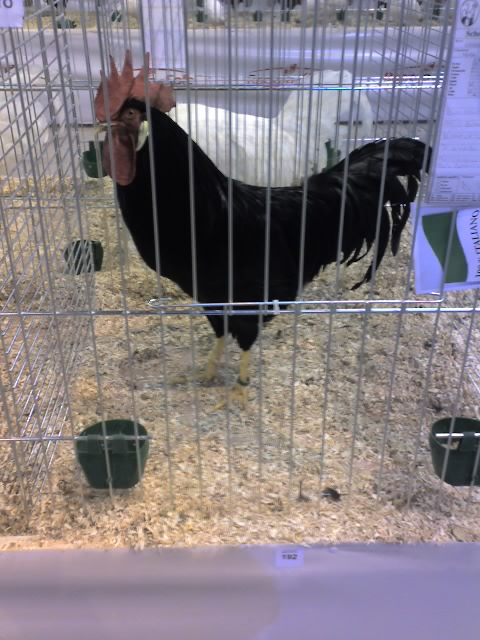
Gallo Livorno Nero in esposizione.

## Qualità
La Livorno è una tipica razza mediterranea leggera dotata di una elevata produzione di uova, che in alcuni casi si aggira sulle 300 annue. La varietà bianca è stata usata per creare i ceppi industriali che riempiono gli allevamenti di tutto il mondo occidentale per rifornire di uova la popolazione. La razza pura viene allevata esclusivamente a scopo ornamentale e di esposizione, pur mantenendo una buona produzione di uova, ma gli avicoltori sono interessati soprattutto a conservare ed esaltare le qualità estetiche di questi uccelli. I polli Livorno sono animali molto vivaci e arzilli, per cui necessitano di vivere liberi, come tutte le razze leggere; se allevati al chiuso, andrebbero incontro a stress e comportamenti anomali come la pica (plumofagia) e il nervosismo. A causa del suo carattere selvatico è abbastanza diffidente nei confronti dell'uomo, ma se addomesticata fin da piccola, arriva anche a mangiare dalle mani del proprio allevatore. È una razza molto attiva, per cui il gallo può coprire senza problemi un harem di dieci o dodici galline.
Le uova hanno il guscio bianco e pesano circa 55 grammi.